# Nachtjagdleitschiff
Nachtjagdleitschiff war in der deutschen Kriegsmarine die Bezeichnung für ein bewaffnetes und speziell ausgerüstetes Schiff, das zur Früherkennung und -warnung vor alliierten Luftangriffen und zum Heranführen von Nachtjagdflugzeugen der deutschen Luftwaffe diente.

## NachtjagdleitschiffTogo
Das einzige als Nachtjagdleitschiff bezeichnete und als solches in Dienst gestellte Schiff war die Togo, die in der Ostsee zur Führung und Unterstützung der Nachtjagdstaffeln gegen die Angriffe der gegnerischen Bomber eingesetzt wurde. Das Schiff war ein ehemaliger Stückgutfrachter, der von der Kriegsmarine zunächst als Minenschiff (Schiff 14), dann als Hilfskreuzer unter dem Namen Coronel eingesetzt worden war und 1943 zum Nachtjagdleitschiff umgebaut wurde.
Neben Flak- und Scheinwerferbatterien war die Togo mit speziellen Ortungs- und Feuerleitgeräten ausgestattet:
- Funkortungsgerät Typ Freya FuMG 321-328, das 1934 entwickelt wurde. Freya arbeitete als Frühwarnanlage mit einer Reichweite von 120 bis ca. 150 km. Die verwendete Gitterantenne konnte die Entfernung und den Kurs erfassen, jedoch nicht die Höhe anfliegender Maschinen.
- Funkmess- und Feuerleitradargerät Würzburg, ein Funkmessgerät vom Typ FuMg 39 oder FuMG 62 der deutschen Luftwaffe. Seit 1941 gehörten Würzburg-Geräte zur Standardausrüstung der deutschen Kriegsmarine und meldeten neben den Freya-Frühwarnanlagen auch die Höhe der Flugzeuge.  Die Antenne war ein schwenkbarer Parabolspiegel von 3 m Durchmesser.

## JägerleitschiffKreta
Im Mittelmeer hatte die Kriegsmarine kurzzeitig ein ähnlich ausgerüstetes Schiff in Dienst, das Jägerleitschiff Kreta. Dies war das 1943 in Besitz genommene französische Post- und Passagierschiff Ile de Beauté, das mit einem Freya AN-Funkmessgerät und einem Feuerleitradar Würzburg 39T sowie einer sehr starken Flugabwehr-Bewaffnung ausgerüstet wurde, aber bereits im September 1943, wenige Wochen nach der Indienststellung, durch einen britischen U-Boot-Torpedo versenkt wurde.

## ZerstörerDubrovnik
Ebenfalls im Mittelmeer wurde der ursprünglich für die jugoslawische Marine gebaute Zerstörer Dubrovnik ab September 1943 zum Jägerleitschiff umgerüstet. Bei Fertigstellung war die alliierte Luftüberlegenheit jedoch bereits so erdrückend, dass an diesem Schiffstyp kein Bedarf mehr bestand. Daher wurde er zum Torpedoboot umgebaut und ab August 1944 unter der Bezeichnung TA 32 von der Kriegsmarine eingesetzt.